# 博洛迪亚·泰特尔鲍姆
博洛迪亚·泰特尔鲍姆·博洛斯基（西班牙語：Volodia Teitelboim Volosky；1916年3月17日—2008年1月31日），原名巴伦丁·泰特尔鲍姆·博洛斯基（Valentín Teitelboim Volosky），是一位智利政治家、律师、作家和诗人。他于1990年—1994年担任智利共产党总书记。